# Rodrigo Goñi Romero
Rodrigo Goñi Romero (Salto, 9 de agosto de 1962) es un contador y político uruguayo perteneciente al Partido Nacional. Se desempeñó como Diputado, representando al departamento de Salto.

## Biografía
Desde sus comienzos, Goñi tuvo una fuerte militancia dentro del Partido Nacional, más específicamente, dentro del sector Alianza Nacional.
Desde 1986 a 1990 se desempeñó como Congresal del Movimiento Por la Patria.
Fue Convencional Departamental del Partido desde 1990 a 2010, y Convencional Nacional del Partido desde 1995 al 2010. Fue edil de la Junta Departamental de Salto desde 1990 a 2005, es decir, durante tres períodos consecutivos. 
En las elecciones de 2004 fue elegido Diputado representando al departamento de Salto, por la Lista 2004 de Alianza Nacional. Durante el período 2005-2010 integró las comisiones de Turismo, Ganadería, Agricultura y Pesca, la Investigadora Actuación Entes Autónomos y Servicios Descentralizados, la Administrativa del Poder Legislativo y la de Educación y Cultura del Parlamento Latinoamericano con sede en Panamá.
Fue reelecto al cargo en las elecciones de 2009, por el período 2010-2015. Fue candidato a intendente por el departamento de  Salto en las elecciones municipales de 2010.
Desde septiembre de 2015 se desempeña como director en la Corporación Nacional para el Desarrollo.